# Murina leucogaster
Murina leucogaster är en däggdjursart som beskrevs av Milne-Edwards 1872. Murina leucogaster ingår i släktet Murina och familjen läderlappar. IUCN kategoriserar arten globalt som otillräckligt studerad. Inga underarter finns listade i Catalogue of Life. Wilson & Reeder (2005) skiljer mellan två underarter.
Arten har cirka 42 mm långa underarmar, en ungefär 40 mm lång svans, 14 mm stora öron och en vikt av cirka 9 g. Ovansidans päls bildas av hår som är mörka nära roten och rödbruna på spetsen. Undersidans hår kan vara mörka nära roten och de är gulvit på spetsen. Hos Murina leucogaster förekommer rörformiga näsborrar. Hörtänderna är bara lite längre än de främre kindtänderna (premolarer). Den första premolaren är mindre den andra. Djuret har ganska smala och korta öron.
Denna fladdermus förekommer med flera från varandra skilda populationer i östra och sydöstra Asien från Nepal och Japan till Thailand. Arten lever i kulliga områden och i bergstrakter mellan 700 och 1700 meter över havet. Habitatet utgörs främst av skogar men ibland besöks öppna landskap. Individerna vilar i grottor, i trädens håligheter och i byggnader.
Arten håller i kyliga regioner vinterdvala. Flera exemplar sover vid dessa tillfällen tät intill varandra.